# Quartier de l'École-Militaire

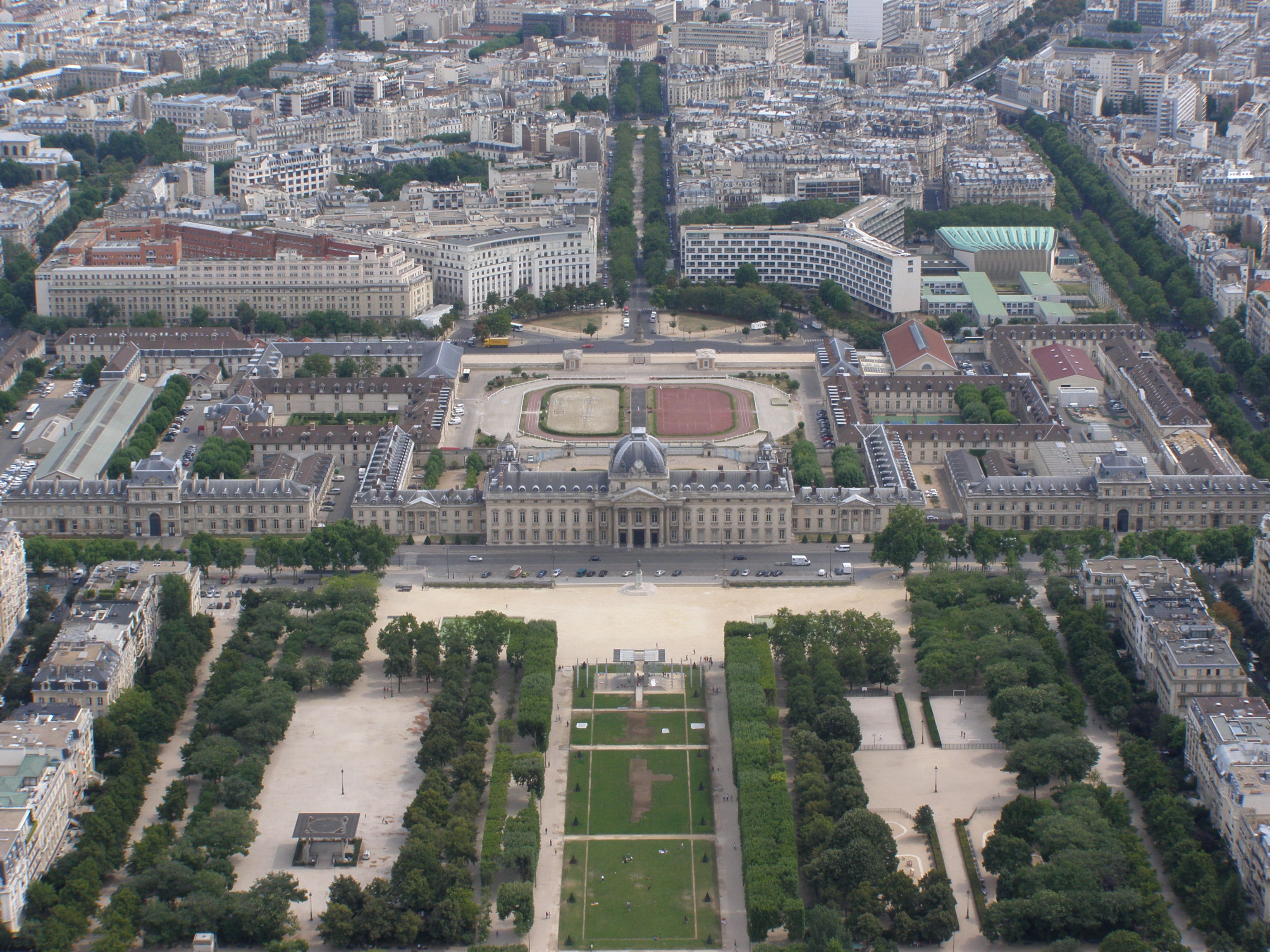
Pohled z Eiffelovy věže na školu, za kterou se rozkládá čtvrť

Quartier de l'École-Militaire (čtvrť Vojenská škola) je 27. administrativní čtvrť v Paříži, která je součástí 7. městského obvodu. Má velmi nepravidelný půdorys a rozlohu 80,8 ha. Ohraničují ji ulice Avenue de Saxe a Avenue de Ségur na jihu, Avenue de Suffren na jihozápadě, náměstí Place Joffre na severozápadě, Avenue de Tourville, Boulevard des Invalides a Rue de Babylone na severu, Rue Vaneau na východě a Rue de Sèvre na jihovýchodě.
Čtvrť nese jméno vojenské akademie École militaire.

## Vývoj počtu obyvatel
| Rok sčítání | Počet obyvatel | Hustota zalidnění (ob./km²) |
| ----------- | -------------- | --------------------------- |
| 1954        | 21 520         | 26 633                      |
| 1962        | 20 491         | 25 360                      |
| 1968        | 18 602         | 23 022                      |
| 1975        | 16 365         | 20 254                      |
| 1982        | 14 716         | 18 213                      |
| 1990        | 14 069         | 17 412                      |
| 1999        | 12 895         | 15 959                      |